# جامعة نبراسكا ويسليان
جامعة نبراسكا ويسليان (بالإنجليزية: Nebraska Wesleyan University)‏ هي جامعة خاصة في لينكولن، نبراسكا. تأسست في عام 1887م من قبل نبراسكا الميثوديون. في عام 2017l أصبحت تضم حوالي 2100 طالبًا من بينهم 1500 طالب بدوام كامل  و300 من أعضاء هيئة التدريس والموظفين. تدرّس الجامعة التراث في كلية الفنون الليبرالية التربوية. يوجد في الجامعة 119 تخصصًا جامعيًا وبرنامجا ثانويا وبرامج تمهيدية بالإضافة إلى ثلاثة برامج للدراسات العليا.

## الألعاب الرياضية
تعرف فرق نبراسكا ويسليان الرياضية باسم برايري وولفز. تشمل الرياضات الرجالية البيسبول وكرة السلة والعبور الريفي وكرة القدم والجولف وكرة القدم والسباحة والتنس والمضمار والميدان والمصارعة. تشمل الرياضات النسائية كرة السلة والبولينج والعبور الريفي والجولف وكرة القدم والسباحة والكرة اللينة والتنس والمضمار والميدان والكرة الطائرة.
كانت نبراسكا ويسليان كانت عضوًا مزدوجًا في كل من ناين ونسا، وقد انتقلت إلى نسا حصريا كجزء من انتقالها عام 2016م إلى مؤتمر آيوا إنتركولجيت الرياضي، المعروف الآن باسم مؤتمر الأنهار الأمريكية. 
لعب فريق كرة القدم لعبة أمواج بيردين في فيلم هل روجرس بول، وذلك عام 1947م. 
فاز فريق كرة السلة للرجال بالبطولة الوطنية 2018م، وهي الأولى في كرة السلة للرجال. 
ارتبطت نبراسكا ويسليان بأربعة تمائم في تاريخها، تضم دوار الشمس (1894م–1907م)، و قيوط (1907م-1933م) ، وسهل (1933م - 2000م) ، وذئب البراري (2000م إلى الوقت الحاضر). ألوان الجامعة سوداء وذهبية.

## الحياة اليونانية
الجمعيات الأخوية
- فاي كابا تاو
- ثيتا تشي
- زيتا بسي

الجمعيات الهيلينية
- ألفا جاما دلتا
- دلتا زيتا
- ويلارد [7]

## خريجون بارزون
- بريندا بينس - مؤلفة وكبيرة المدربين التنفيذيين وخبيرة العلامات التجارية
- شون بوينز - لاعب كرة قدم محترف في نيو إنجلاند باتريوتس ، ديترويت ليونز، وجاكسون جاكسونفيل [8]
- رالف ج. بروكس - الحاكم التاسع والعشرون لولاية نبراسكا [9]
- دونالد كارليون - الرئيس السابق لكلية دلتا (ميشيغان)
- كارل كورتيس - عضو مجلس الشيوخ الأمريكي السابق [10]
- جون ر. دانينغ - عالم فيزياء ولاعب رئيسي في مشروع مانهاتن
- ميجنون ابرهارت - روائي الغموض
- ريك إيفانز - مغني وعازف جيتار، مؤلف أغنية «في عام 2525» كجزء من مجموعة زاجر وإيفانز
- تيد جين يويز - الشاعر ومحرر فرجينيا مراجعة الفصلية
- جون م. جيرارد - قاضي المحكمة العليا الحالي في ولاية نبراسكا
- جيني في قلاس - أستاذ الحكام بجامعة ولاية أريزونا، مؤلف، عالم اجتماعي
- دوايت غريسوولد - عضو مجلس الشيوخ السابق عن الولايات المتحدة وحاكم ولاية نبراسكا [11]
- كينت حاروف - روائي
- جلين وجريس هيفنر - مدرسان، محاسب لشركة ابن بلاي هيو هيفنر. [12]
- هاري هيوج - محامي دولي
- لو هانتر - كاتب سيناريو ورئيس فخري لقسم الأفلام في جامعة كاليفورنيا
- إميلي كينى (2006م) - ممثلة تلفزيونية ومسرحية ( ذي ووكين ديد ) [13]
- بول د. نوكس - العميد، الحرس الوطني الجوي لداكوتا الشمالية
- لوين كروس - وزير وعضو مجلس الشيوخ الحالي عن ولاية نبراسكا
- جاي ليمون - الرئيس الحالي لجامعة سوسكيهانا
- جيسون ليشت - المدير العام لشركة تامبا باي بوكانيرز في اتحاد كرة القدم الأميركي
- جيمس مولر - قاض ونائب رئيس سابق للمحكمة العليا لولاية أريزونا
- بيس جيرهارت ماريسون - المتحدث تشوتوكوا
- جيمس مونكرز - عالم الرياضيات
- اورفيل نيف - مؤلف كتاب بايبل نيفز توبيكال
- جون نورتون - ممثل الولايات المتحدة السابق [14]
- ماريان هايس برايس - عضو مجلس الشيوخ السابق عن ولاية نبراسكا
- روبرت ريد - كاتب خيال علمي
- إد شروك - عضو مجلس الشيوخ السابق عن ولاية نبراسكا
- كولين سينغ - عمدة لنكولن 2003م-2007م
- أنتوان ويلسون - المشرف، منطقة مدرسة أوكلاند الموحدة، أوكلاند، كاليفورنيا [15]

## وصلات خارجية
- الموقع الرسمي
- الموقع الرسمي للألعاب الرياضية